# Euproctis amegethes
Euproctis amegethes är en fjärilsart som beskrevs av Collenette 1930. Euproctis amegethes ingår i släktet Euproctis och familjen tofsspinnare. Inga underarter finns listade i Catalogue of Life.